# Exendin-3
Exendin-3 is een eiwit dat voorkomt in het speeksel van de mexicaanse korsthagedis, Heloderma horridum. Dit ontdekte Dr. John Eng in 1990. Omdat het het derde eiwit met endocriene activiteit, oftewel een hormoon, is dat gevonden werd in het speeksel van deze hagedissenfamilie, is het exendin-3 genoemd. 

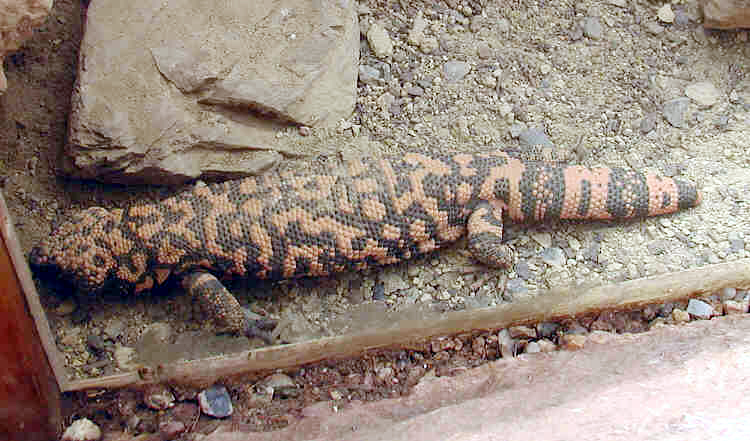
Gilamonster, Heloderma suspectum

 Het hormoon is opgebouwd uit 39 aminozuren met een molecuulmassa van 4200 ame. Exendin-3 heeft een vernauwende werking op de bloedvaten en vertoont gelijkenissen met het menselijk hormoon glucagon en het eiwit GLP-1, dat invloed heeft op de bloedsuikerspiegel.
Exenatide, oftewel exendin-4,  werd later ontdekt en komt voor in het speeksel van het gilamonster, Heloderma suspectum. De stof is op 29 april 2005 door de Amerikaanse Food and Drug Administration (FDA) goedgekeurd als medicijn tegen diabetes type 2 en is op de markt gekomen onder de naam Byetta™. Het verschilt in maar twee aminozuren van exendin-3.

## Aminozuurvolgorde
De aminozuurvolgorde in exendin-3 is:

His-Ser-Asp-Gly-Thr-Phe-Thr-Ser-Asp-Leu-Ser-Lys-Gln-Met-Glu-Glu-Glu-Ala-Val-Arg-Leu-Phe-Ile-Glu-Trp-Leu-Lys-Asn-Gly-Gly-Pro-Ser-Ser-Gly-Ala-Pro-Pro-Pro-Ser-amide

Hierin is:
- Ala - Alanine
- Arg - Arginine
- Asp - Aspartaat
- Asn - Asparagine
- Gln - Glutamine
- Glu - Glutamaat
- Gly - Glycine
- His - Histidine
- Ile - Isoleucine
- Leu - Leucine
- Lys - Lysine
- Met - Methionine
- Phe - Fenylalanine
- Pro - Proline
- Ser - Serine
- Thr - Threonine
- Trp - Tryptofaan
- Val - Valine